# Информационно-библиотечный совет РАН
Информационно-библиотечный совет (ИБС РАН) — научно-координационная организация по научным библиотекам, каталогам и информационным базам данных при Российской академии наук.

## История
Образована 5 (18) февраля 1911 года, как «Библиотечная комиссия ИАН», по инициативе академика А. А. Маркова для изменения действующих правил выписки книг, устройства и управления библиотекой академии наук. В комиссию входило 9 членов, по 2 от каждого отделения ИАН, по 1 директору библиотек отделений и непременный секретарь.
Основными задачами были:
- создание единого книжного фонда,
- централизованное комплектованием и каталогизация,
- единое руководство, штат и планирование.

С 1980-х годов началось формирование единой информационно-библиотечной системы. В неё вошли библиотеки АН СССР, институты научной информации ВИНИТИ и ИНИОН.
В 1992 году проводилась организационная работа по созданию Международной ассоциации академических библиотек и научно-информационных центров бывших республик СССР.
В 2010 году Комиссия была переименована в Информационно-библиотечный совет РАН.
Центральные научные библиотеки РАН (БАН, БЕН РАН, ФБ ИНИОН, ГПНТБ СО, ЦНБ УрО, ЦНБ ДВО) в настоящее время стали научными информационными центрами.

### Председатели
Председатели комиссии по году избрания:
- 1911 — Ольденбург С. Ф.
- 1915 — Дьяконов М. А.
- 1919 — Шахматов А. А.
- 1920 — Никольский Н. К.
- 1925 — Платонов С. Ф.
- 1928 — Жебелёв С. А.
- 1929 — Рождественский С. В.
- 1929 — Яковкин И. И.
- 1933 — Крылов А. Н.
- 1938 — Борисяк А. А.
- 1944 — Крачковский И. Ю.
- 1948 — Волгин В. П.
- 1956 — Островитянов К. В.
- 1963 — Федосеев П. Н.
- 1967 — Миллионщиков М. Д.
- 1973 — Котельников В. А.
- 1977 — Велихов Е. П.
- 1980 — Овчинников Ю. А.
- 1988 — Фролов К. В.
- 1989 — Челышев Е. П.
- 2002 — Андреев А. Ф.

## Современные задачи и структура
Задачи Информационно-библиотечного совета:
- разработка и приобретение в интересах учёных РАН информационных баз данных;
- формирование доступных для поиска по интернет электронных каталогов, библиографических баз данных и баз данных научных трудов сотрудников;
- созданик справочных пособий по научным информационным ресурсам Интернета;
- обеспечение доступа к зарубежным и отечественным научным базам данных, в том числе собственным разработкам;
- расширение внедрения электронных журналов и книг;
- организация центров электронной доставки документов, взамен межбиблиотечного абонемента (МБА);
- научная работа по информационным технологиям и библиотечному делу;
- другие задачи.

Председатель Информационно-библиотечного совета РАН: академик А. Ф. Андреев, заместители председателя совета: Н. Е. Калёнов и В. Г. Каменский.